# Srpanjski ultimatum
Srpanjski ultimatum bio je ultimatum upućen vladi Kraljevine Srbije 23. srpnja (10. srpnja po julijanskome kalendaru) 1914. godine, nakon Sarajevskog atentata.

## Pozadina
U lipnju 1914. Franjo Ferdinand, austrougarski prijestolonasljednik, došao je u Bosnu nadgledati vojne vježbe Austrougarske vojske. 
28. lipnja 1914. tijekom vožnje sarajevskim ulicama ubijen je u atentatu koji je na njega izvršio Gavrilo Princip, pripadnik organizacije Mlada Bosna. 
U Austro-Ugarskoj vladalo je uvjerenje da su srbijanske vlasti upletene u atentat, te je zatražena istraga u Srbiji, a Austro-Ugarska je 23. srpnja 1914. dala Srbiji ultimatum s određenim uvjetima. Kraljevina Srbija je odgovorila pozitivno na sve točke osim na šestu. Austrougarski veleposlanik Giesl von Gieslingen nije prihvatio odgovor te je uslijedila objava rata Srbiji 28. srpnja 1914.
Britanski ministar vanjskih poslova sir Edward Grey ovaj je dokument opisao kao „najteži ultimatum što ga je ikad jedna država uputila drugoj”. Smatralo se da se njegovi zahtjevi ne mogu ispuniti i da je ultimatum samo način za stvaranje povoda za rat. Ultimatum je zahtijevao od Srbije da dopusti istražiteljima Austro-Ugarske pristup na područje Srbije, gdje bi oni imali puno pravo istraživati i kazneno goniti građane Kraljevine Srbije. Taj je zahtjev bio neprihvatljiv srpskoj strani te ga je ona odbila. Kada je Austro-Ugarska odbila srpsko uvjetno prihvaćanje zahtjeva i objavila rat, to je pokrenulo niz događaja koji će svijet uvesti u Prvi svjetski rat.

## Ultimatum
Nota austrougarskog poslanika u Beogradu uz predaju ultimatuma 
G. Baron Gizl od Gislingena, austrougarske poslanik u Beogradu; G. Lazi Pačuu, zastupniku predsjednika ministarstava i ministra vanjskih djela. 
```
U Beogradu, 10./23. srpnja 1914. god. 
Gospodine Ministre, 
Čast mi je predati vašem Prevashodstvu priloženu notu koju sam primio od svoje vlade, a koja je upućena vladi Kraljevine Srbije. 
Izvolite itd. 
Predano osobno u 6 sati po podne. 
```

### Tekst ultimatuma
31. ožujka 1909. god. zastupnik Kraljevine Srbije u Beču dao je Carskoj i Kraljevskoj vladi po naredbi svoje vlade sljedeću izjavu: 
"Srbija priznaje da fait accompli stvoren u Bosni i Hercegovini nije povrijedio njena prava i ona će se prema tome saobraziti odluci koje sile donesu odnosno čl. 5 Berlinskog ugovora. Primajući savjete velikih sila, Srbija je još sada obvezuje da napusti držanje protesta i opozicije, koja je zauzela prema aneksija još od zadnje jeseni, i, osim toga, obvezuje se da promijeni pravac svoje sadašnje politike prema Austro-Ugarskoj, kako bi ubuduće živjela sa njom u odnosima dobrog susjedstva. " 
Međutim, povijest posljednjih godina, a osobito žalosno događaji od 28. lipnja, pokazali su da u Srbiji postoji prevratnički pokret čiji je cilj da odvoji od Austro-Ugarske Monarhije izvjesne dijelove njenih teritorija. Došlo je do toga da se taj pokret, koji se javio pred očima srpske vlade, manifestira i izvan teritorija Kraljevine u terorističkim djelima, u čitavom nizu atentata i u ubojstvima. 
Kraljevska srpska vlada, daleko od toga da ispuni formalne obveze od 31. ožujka 1909. god., nije ništa učinila da uguši taj pokret; ona je tolerisala zločinački rad raznih društava i udruga, upravljen protiv Monarhije, neobuzdana ton tiska, veličanje vinovnika atentata, sudjelovanje časnika i činovnika u prevratničkim rovenjima, bolesnu propagandu u javnoj nastavi, tolerisala je najzad sve one pojave koje su mogle navesti srpsko stanovništvo da omrzne monarh i prezre njezine ustanove. 
Ovo kažnjivo tolerisanje od strane Kraljevske srpske vlade nije prestalo ni onda kad su događaji od 28. prošlog mjeseca otkrili cijelom svijetu njegove kobne posljedice. 
Iz iskaza i priznanja vinovnika atentata od 28. lipnja vidi se da je zločin sarajevski skovan u Beogradu; da su oružje i eksplozive, kojima su ubice bile opskrbljen, njima dali Srpski oficiri i činovnicima, članovi "Narodne obrane", i najzad, da je i samo prebacivanje zločinaca u Bosnu i njihovog oružja bilo pripremljeno i izvedeno od strane šefova srpske pogranične službe. Spomenuti rezultati istrage ne dopuštaju Carskoj i Kraljevskoj vladi da i dalje zadrži ulogu mirnog i strpljivog promatrača, koju je godinama imala prema agitacija čiji je centar bio u Beogradu i koje su se širile odatle na teritoriju Monarhije; ovi rezultati joj naprotiv stavljaju u dužnost da učini kraj tim rovenjima, koja su stalna opasnost za mir Monarhije 
Da bi postigla ovaj cilj, Carska i Kraljevska vlada je primorana zatražiti od srpske vlade zvaničnu izjavu da osuđuje propagandu upravljenu protiv Austro-Ugarske Monarhije tj. skup tendencija kojima je krajnji cilj da se odvoje od Monarhije Teritoriji koje čine njezin sastavni dio, i da se obvezuje da uguši svima sredstvima ovu zločinačku i teroristički propagandu. 
Da bi se dao svečan karakter toj obvezi, vlada Kraljevine Srbije objavit na prvoj strani službenih novina na dan 26./18. srpnja ovu izjavu: 
"Kraljevska srpska vlada osuđuje propagandu upravljenu protiv Austro-Ugarske tj. skup tendencija kojima se teži, u krajnjem cilju, da se odvoje od Austro-Ugarske Monarhije teritorija koje čine njezin sastavni dio i sažaljeva iskreno kobne posljedice ove zločinačke radnje. Kraljevska vlada žali što su oficiri i činovnicima Srpski sudjelovali u gore pomenutoj propagandi i time kompromitovali odnose dobrog susjedstva, na koje se Kraljevska vlada bila svečano obavezala svojom izjavom od 31. ožujka 1909. godine. 
"Kraljevska srpska vlada osuđuje i odbija svaku pomisao i pokušaj miješanja u sudbinu stanovnika ma kog dijela Austro-Ugarske Monarhije; smatra za svoju dužnost da skrene ozbiljnu pažnju oficirima, činovnicima i svemu stanovništvu Kraljevine Srbije, da će u buduće Najstrože postupiti s osobama koje bi učinila krivicu odavajući se takvim radnjama koje će srpska vlada svim silama sprečevati i kažnjavati ". 
Ova izjava saopštiće se u isto vrijeme Kraljevskoj vojsci dnevnom zapovešću Njegovog Veličanstvo Kralja i biće objavljena u narednom broju Službenog vojnog lista. 
Pored toga kraljevska vlada se obvezuje: 
- 1) Zabraniti svaku publikaciju, kojom se izaziva mržnja i prezrenjem Monarhije i čija je opća težnja upućena protiv teritorijalnog integriteta Austro-Ugarske.
- 2) Da odmah raspusti društvo zvano "Narodna obrana", da konfiskuje sva njegova sredstva za propagandu i da isto tako postupi s ostalim društvima i udrugama u Srbiji, koja se bave propagandom protiv Austro-Ugarske Monarhije. Kraljevska vlada poduzeće potrebne mjere kako rasturena društva ne bi mogla da produže rad pod drugim imenom i u bilo kojem drugom obliku.
- 3) Da izbaci bez odlaganja iz javne nastave u Srbiji, kako u pogledu nastavnog osoblja tako i u pogledu nastavnih sredstava, sve ono što služi ili bi moglo poslužiti stvaranju propagande protiv Austro-Ugarske.
- 4) Da ukloni iz vojske i iz administracije uopće sve časnike i činovnika krive za propagandu protivu Monarhije Austro-Ugarske, čija imena i djela Austro-Ugarska vlada zadržava sebi pravo da naknadno saopći srpskoj vladi.
- 5) Primiti suradnju u Srbiji organa carske Kraljevske vlade radi ugušivanja prevratničkog pokreta protiv teritorijalnog integriteta Austro-Ugarske Monarhije.
- 6) Da otvori sudsku istragu nad onim pristalicama u zavjere od 15. lipnja 1914. god. koji se nalaze na teritoriju Srbije; tijela koje uputi Austro-Ugarska vlada uzeće sudjelovanja u ovoj istrazi.
- 7) Da odmah pritvori majora Voju Tankosić i osoba pod imenom Milana Ciganovića, službenika srpske države, koji su kompromitovani rezultatom sarajevske istrage.
- 8) Spriječiti uspješnim mjerama sudjelovanje srpskih vlasti u protuzakonito proturanju oružja i eksploziva preko granice; da otpusti i strogo kazni pogranične činovnika u Šapcu i Loznici, koji su krivi što su pomagali izvršitelje sarajevskog zločina olakšavši im prelazak preko granice.
- 9) Da obavijesti Carskoj Kraljevskoj vladi o neopravdanim izjavama viših državnih činovnika, kako u Srbiji tako i na strani, koji se, iako su zauzimao službeni položaj, nisu uzdržavali se posle atentata od 15. lipnja neprijateljski izražavaju u intervjuima o Austro-Ugarskoj.
- 10) Da bez odlaganja izvijestiti Carski Kraljevsko vladu o izvršenju mjera pomenutih u prednjim točkama.

Carska Kraljevska vlada očekuje odgovor do subote, 12. ovoga mjeseca, do 6 sati po podne. Memoari koji se odnosi na rezultate istrage u Sarajevu, ako se tiču činovnika naznačenih pod točkama 7. i 8., priložen je uz ovu notu. Kaznenom istragom koju je otvorio sarajevski sud nad Gavrilu Principu i drugovima po djelu ubojstva i saučesništva u ubojstvu, a povodom zločina koji su izvršili 28. lipnja ove godine, do sada je utvrđeno: 
- 1) Zaveru čiji je cilj bio da se za vrijeme bavljenja u Sarajevu ubije nadvojvoda Franjo Ferdinand skovali su u Beogradu Gavrilo Princip, Nedeljko Čabrinović, osoba pod imenom Milan Ciganović i Trifko Grabež, a uz pripomoć majora Voje Tankosić.
- 2) Šest bombi i četiri revolvera sustav "Brauning" s municijom, pomoću kojih su zločinci izvršili atentat, dali su u Beogradu Principu, Čabrinoviću i Grabežu Milan Ciganović i major Voja Tankosić.
- 3) Bombe su ručne iz srpskog vojnog arsenala u Kragujevcu.
- 4) Da bi se osigurao uspjeh atentata, Ciganović je poučio Principa, Čabrinovića i Grabeža u rukovanju bombama i dao je, u jednoj šumi blizu topčidreskog strelišta, Principu, Čabrinoviću i Grabežu nekoliko lekcija iz gađanja brauningovim revolverom.
- 5) Da bi omogućio Principu, Čabrinoviću i Grabežu da prijeđu bosanskohercegovačku granicu i da tamo prenesu tajno svoje prokrijumčareno oružje, Ciganović je bio organizirao čitav jedan sustav tajnog proturanja.

Po toj organizaciji zločince i njihovo oružje prebacili su u Bosnu kapetan pograničnog odreda u Šapcu (Rade Popović) i u Loznici i carinik Radivoje Grbić uz pripomoć drugih osoba.

## Vanjske poveznice
- (sr) Srpanjski ultimatum Kraljevini Srbiji
- (sr) Odgovor Kraljevine Srbije na Srpanjski ultimatum